# Чемпионат СССР по футболу 1946 (третья группа)
Первенство СССР по футболу в третьей группе 1946 года было организовано в восьми зонах РСФСР, четырёх зонах Украинской ССР и турнирах Белорусской ССР, закавказских и среднеазиатских республик. Изначально стартовало 118 команд.
В двух межзональных финалах играли по пять команд. В финал РСФСР выходили победители Западной и Центральной зоны и выигравшие в трёх стыковых матчах между победителями остальных зон. В другом финале Союзных республик участвовали две лучшие команды турнира победителей зон УССР и победитель остальных республиканских турниров.

### Финал РСФСР. Итоговое положение команд
| М | Команда                      |
| - | ---------------------------- |
| 1 | «Динамо» Рига                |
| 2 | «Зенит» Калининград (М. о.)  |
| 3 | «Динамо» Свердловск          |
| 4 | «Динамо» Саратов             |
| 5 | «Крылья Советов» Новосибирск |

#### Западная зона РСФСР. Итоговое положение команд
| М | Команда                     |
| - | --------------------------- |
| 1 | «Динамо» Рига               |
| 2 | «Кировский завод» Ленинград |
| 3 | ДО Ленинград                |
| 4 | «Спартак» Каунас            |
| 5 | «Динамо» Таллин             |
| 6 | «Строитель» Москва          |
| 7 | «Энергия» Москва            |
| 8 | «Аэрофлот» Москва           |
| 9 | ДО Петрозаводск             |

В зону входили команды РСФСР (Москва, Ленинград) и также республик Прибалтики и Карело-Финской ССР. Команда победитель выходила непосредственно в финал РСФСР третьей группы

#### Центральная зона РСФСР. Итоговое положение команд
| М | Команда                       |
| - | ----------------------------- |
| 1 | «Зенит» Калининград М. о.     |
| 2 | «Зенит» Ковров                |
| 3 | «Спартак» Подольск            |
| 4 | «Трактор» Люберцы             |
| 5 | «Зенит» Тула                  |
| 6 | «Красное Знамя» Орехово-Зуево |
| 7 | «Динамо» Ярославль            |
| 8 | «Спартак» Курск               |
| 9 | «Динамо» Орёл                 |
| — | «Динамо» Воронеж              |

Команда победитель выходила непосредственно в финал РСФСР третьей группы

#### Нижневолжская зона РСФСР. Итоговое положение команд
| М | Команда                         | 1          | 2         | 3         | 4         | 5           | 6           | 7           | И  | В | Н | П | М     | О  |
| 1 | «Динамо» Саратов                |            | (−:+) 1:1 | 1:1 1:2   | 3:0 2:2   | 2:0 +:−     | 3:1 3:2     | - — - 10:0  | 11 | 6 | 3 | 2 |       | 15 |
| 2 | ОДО Куйбышев                    | 1:1 (+:−)  |           | 2:2 1:1   | (+:−) 0:0 | (+:−) +:−   | 2:2 (+:−)   | - — - −:+   | 11 | 5 | 5 | 1 |       | 15 |
| 3 | «Пищевик» Астрахань             | 2:1 1:1    | 1:1 2:2   |           | 3:0 0:3   | 3:2 1:2     | 1:0 1:1     | - — - 6:3   | 11 | 5 | 4 | 2 | 21-16 | 14 |
| 4 | «Локомотив» Куйбышев            | 2:2 0:3    | 0:0 (−:+) | 3:0 0:3   |           | 1:1 (−:+)   | 2:1 (+:−)   | - — - 2:0   | 11 | 4 | 3 | 4 |       | 11 |
| 5 | «Динамо» Сталинград             | (−:+) 0:2  | −:+ (−:+) | 2:1 2:3   | (+:−) 1:1 |             | (+:−) −:+   | - — - (+:−) | 11 | 4 | 1 | 6 |       | 9  |
| 6 | «Завод им. Ворошилова» Куйбышев | 2:3 1:3    | (−:+) 2:2 | 1:1 0:1   | (−:+) 1:2 | +:− (−:+)   |             | - — - (+:−) | 11 | 2 | 2 | 7 |       | 6  |
| 7 | «Трактор» Пенза                 | 0:10 — — - | +:− — — - | 3:6 — — - | 0:2 — — - | (−:+) — — - | (−:+) — — - |             | 6  | 1 | 0 | 5 |       | 2  |

Команда победитель играла на вылет за выход в финал РСФСР третьей группы
- — «Трактор» Пенза снялся с турнира после 1-го круга.
- «Трактор» Пенза — ОДО Куйбышев +:- (при счёте 2:2 игроки ОДО покинули поле).
- «Динамо» Сталинград не явился на два последних матча в Куйбышев с ОДО и «Завод им. Ворошилова».

#### Приволжская зона РСФСР. Итоговое положение команд
| М | Команда                  |
| - | ------------------------ |
| 1 | «Крылья Советов» Горький |
| 2 | «Зенит» Ижевск           |
| 3 | «Красная Этна» Горький   |
| 4 | «Азот» Дзержинск         |
| 5 | «Спартак» Иваново        |
| 6 | «Динамо» Горький         |
| 7 | «Динамо» Казань          |
| 8 | ДО Горький               |

Команда победитель играла на вылет за выход в финал РСФСР третьей группы

#### Уральская зона РСФСР. Итоговое положение команд
| М | Команда                          |
| - | -------------------------------- |
| 1 | «Динамо» Свердловск              |
| 2 | «Динамо» Челябинск               |
| 3 | «Динамо» Молотов                 |
| 4 | «Дзержинец» Нижний Тагил         |
| 5 | «Локомотив» Тюмень               |
| 6 | «Металлург Востока» Первоуральск |
| 7 | «Цветмет» Каменск-Уральский      |
| 8 | «Металлург Востока» Лысьва       |

Команда победитель играла на вылет за выход в финал РСФСР третьей группы

#### Сибирская зона РСФСР. Итоговое положение команд
| М | Команда                              |
| - | ------------------------------------ |
| 1 | «Крылья Советов» Новосибирск         |
| 2 | «Крылья Советов» Омск                |
| 3 | «Трактор» Барнаул                    |
| 4 | «Динамо» Новосибирск                 |
| 5 | «Металлург Востока» Сталинск-Кузнецк |
| 6 | «Трактор» Новосибирск                |
| 7 | «Угольщик» Прокопьевск               |
| 8 | «Азот» Кемерово                      |

Команда победитель играла на вылет за выход в финал РСФСР третьей группы

#### Северокавказская зона РСФСР. Итоговое положение команд
| М | Команда                   | И  | В  | Н | П  | О  |
| - | ------------------------- | -- | -- | - | -- | -- |
| 1 | «Динамо» Краснодар        | 14 | 12 | 1 | 1  | 25 |
| 2 | «Динамо» Ставрополь       | 14 | 10 | 2 | 2  | 22 |
| 3 | «Трактор» Таганрог        | 14 | 9  | 1 | 4  | 19 |
| 4 | РОДКА СКВО Ростов-на-Дону | 14 | 8  | 2 | 4  | 18 |
| 5 | «Динамо» Нальчик          | 14 | 5  | 0 | 9  | 10 |
| 6 | «Динамо» Грозный          | 14 | 4  | 2 | 8  | 10 |
| 7 | «Динамо» Махачкала        | 14 | 3  | 0 | 1  | 6  |
| 8 | «Динамо» Дзауджикау       | 14 | 1  | 0 | 13 | 2  |

Команда победитель играла на вылет за выход в финал РСФСР третьей группы

#### Дальневосточная зона РСФСР. Итоговое положение команд
| М | Команда                       |
| - | ----------------------------- |
| 1 | «Динамо» Хабаровск            |
| 2 | «Динамо» Комсомольск-на-Амуре |
| 3 | ДОФ Владивосток               |
| 4 | ДКА Хабаровск                 |
| 5 | «Динамо» Чита                 |
| 6 | «Локомотив» Иркутск           |

Команда победитель играла на вылет за выход в финал РСФСР третьей группы

#### Стыковые игры победителей зон РСФСР
- «Динамо» Саратов  — «Динамо» Краснодар — 2:0
- «Крылья Советов» Горький —  «Динамо» Свердловск  — 1:1, 1:3
- «Крылья Советов» Новосибирск  — «Динамо» Хабаровск — 2:1

Команды победители выходили вместе с командами Динамо (Рига) и Зенит (Калининград М.о.) в финальный турнир команд РСФСР .

### Финал ССР. Итоговое положение команд
| М | Команда                  |
| - | ------------------------ |
| 1 | «Спартак» Ужгород        |
| 2 | «Крылья Советов» Тбилиси |
| 3 | «Динамо» Алма-Ата        |
| 4 | ДО Минск                 |
| 5 | ДО Киев                  |

#### Финал УССР. Итоговое положение команд
| М | Команда               |
| - | --------------------- |
| 1 | «Спартак» Ужгород     |
| 2 | ДО Киев               |
| 3 | «Трактор» Харьков     |
| 4 | «Большевик» Запорожье |

Две команды выходили в финал ССР третьей группы

##### Центральная зона УССР. Итоговое положение команд
| М  | Команда                  |
| -- | ------------------------ |
| 1  | ДО Киев                  |
| 2  | «Спартак» Киев           |
| 3  | «Динамо» Сумы            |
| 4  | «Спартак» Днепропетровск |
| 5  | «Локомотив» Киев         |
| 6  | «Спартак» Полтава        |
| 7  | «Динамо» Днепропетровск  |
| 8  | «Динамо» Житомир         |
| 9  | «Динамо» Чернигов        |
| 10 | «Динамо» Проскуров       |

Победитель выходил в финал УССР и продолжал борьбу за выход в финал ССР третьей группы

##### Восточная зона УССР. Итоговое положение команд[1]
| М  | Команда                 | И  | В | Н | П | М     | О |
| -- | ----------------------- | -- | - | - | - | ----- | - |
| 1  | «Дзержинец» Харьков     | 18 | ? | 1 | 3 | 5-8   | ? |
| 2  | «Динамо» Ворошиловград  | 18 | 7 | 4 | 3 | 26-11 | ? |
| 3  | «Сталь» Мариуполь       | 18 | 5 | 3 | 2 | 18-11 | ? |
| 4  | «Сталь» Константиновка  | 18 | ? | ? | 2 | 3-8   | ? |
| 5  | «Сельмаш» Харьков       | 18 | 2 | ? | ? | ?-?   | ? |
| 6  | «Авангард» Краматорск   | 18 | 1 | ? | 1 | 1-1   | ? |
| 7  | «Здоровье» Харьков      | 18 | ? | ? | ? | ?-?   | ? |
| 8  | «Авангард» Горловка     | 18 | 1 | 1 | 2 | 3-4   | ? |
| 9  | «Локомотив» Ясиноватая  | 18 | ? | ? | 2 | 2-8   | ? |
| 10 | «Стахановец» Рутченково | 18 | ? | ? | 2 | 2-9   | ? |

Победитель выходил в финал УССР и продолжал борьбу за выход в финал ССР третьей группы

##### Западная зона УССР. Итоговое положение команд
| М | Команда               | И  | В  | Н | М  | М     | О  |
| - | --------------------- | -- | -- | - | -- | ----- | -- |
| 1 | «Спартак» Ужгород     | 14 | 13 | 1 | 0  | 77-14 | 27 |
| 2 | «Спартак» Львов       | 14 | 12 | 1 | 1  | 77-14 | 25 |
| 3 | «Динамо» Луцк         | 14 | 7  | 3 | 4  | 44-42 | 17 |
| 4 | «Локомотив» Тернополь | 14 | 6  | 3 | 5  | 10-35 | 15 |
| 5 | «Спартак» Дрогобыч    | 14 | 5  | 0 | 9  | 31-52 | 10 |
| 6 | «Спартак» Черновцы    | 14 | 4  | 1 | 9  | 23-44 | 9  |
| 7 | «Спартак» Станислав   | 14 | 3  | 2 | 9  | 15-33 | 8  |
| 8 | «Динамо» Ровно        | 14 | 0  | 1 | 13 | 15-58 | 1  |

После двух туров представитель Тернопольской области «Динамо» Чортков был заменён на «Локомотив» Тернополь с сохранением в турнирной таблице результатов.
Победитель выходил в финал УССР и продолжал борьбу за выход в финал ССР третьей группы

##### Южная зона УССР. Итоговое положение команд
| М | Команда                                         |
| - | ----------------------------------------------- |
| 1 | «Большевик» Запорожье                           |
| 2 | «Спартак» Херсон                                |
| 3 | «Судостроитель» (з-д им. 61 коммунара) Николаев |
| 4 | «Спартак» Кишинёв                               |
| 5 | «Динамо» Кировоград                             |
| 6 | «Динамо» Одесса                                 |
| 7 | «Спартак» Винница                               |
| 8 | «Спартак» Измаил                                |

В зону входили команды южных областей УССР и Молдавской ССР. Победитель выходил в финал УССР и продолжал борьбу за выход в финал ССР третьей группы

#### Белорусская ССР. Итоговое положение команд
| М | Команда               | И  | В | Н | П  | О  |
| - | --------------------- | -- | - | - | -- | -- |
| 1 | ОДОКА Минск           | 10 | 9 | 0 | 1  | 18 |
| 2 | «Динамо» (клуб) Минск | 10 | 5 | 3 | 2  | 13 |
| 3 | «Спартак» Бобруйск    | 10 | 5 | 1 | 4  | 11 |
| 4 | «Локомотив» Гродно    | 10 | 4 | 1 | 5  | 9  |
| 5 | «Локомотив» Гомель    | 10 | 2 | 1 | 5  | 9  |
| 6 | «Локомотив» Брест     | 10 | 0 | 0 | 10 | 0  |

ДО Барановичи снялся после двух матчей.
Победитель выходил в финал ССР третьей группы

#### Закавказские республики. Итоговое положение команд
| М | Команда                  |
| - | ------------------------ |
| 1 | «Крылья Советов» Тбилиси |
| 2 | «Динамо» Сухуми          |
| ? | «Динамо» Батуми          |
| ? | «Динамо» Кутаиси         |
| ? | «Динамо» Баку            |
| ? | «Спартак» Ереван         |
| ? | «Динамо» Ленинакан       |

Победитель выходил в финал ССР третьей группы

#### Среднеазиатские республики. Итоговое положение команд
| М | Команда             |
| - | ------------------- |
| 1 | «Динамо» Алма-Ата   |
| ? | ДО Ташкент          |
| ? | «Локомотив» Ашхабад |
| ? | «Динамо» Сталинабад |
| ? | «Динамо» Фрунзе     |

Победитель выходил в финал ССР третьей группы